# Psalistops montigenus
Psalistops montigenus är en spindelart som först beskrevs av Simon 1889.  Psalistops montigenus ingår i släktet Psalistops och familjen Barychelidae.
Artens utbredningsområde är Venezuela. Inga underarter finns listade i Catalogue of Life.